# Koninklijke Crypte (België)
De Koninklijke Crypte is een grafkelder die zich onder de Onze-Lieve-Vrouwekerk te Laken bevindt. Hier worden alle gestorven leden van het Belgische koningshuis begraven, met uitzondering van leden die door hun huwelijk elders te rusten werden gelegd.

## Architectuur
De crypte is gelegen onder een koepel achter het priesterkoor of hoogkoor. Twee trappen aan beide zijden achter het hoofdaltaar, maken het mogelijk de crypte te betreden. Aan de voeten van de trappen bevindt zich vlak voor de massieve eikenhouten uitgesneden deuren van de ingang naar de crypte een mozaïek met de negen wapenschilden van de Belgische provincies. In de grafkelder zelf ligt een wit-zwarte marmeren vloer. Het plafond, bestaande uit verschillende kruisgewelven, wordt ondersteund door grote zuilen met pilasters met Korinthische kapitelen. De verdekt opgestelde lampen zorgen voor een lichteffect in deze koepel. In het midden van de crypte is het grote, witte grafmonument van Leopold I en zijn tweede vrouw koningin Louise Marie, met daarop een koningskroon die men ook zou moeten herkennen in de koepel hoog boven deze crypte en boven de polyvalente kapel of koninklijke kapel. Rondom dit monument zijn de tombes van zijn opvolgers als koning der Belgen en hun vrouwen. De nissen in de muur herbergen de verschillende andere leden van de koninklijke familie, zoals ook de regent van België, Prins Karel en andere prinsen en prinsessen. Boven de bronzen deuren zijn gemozaïekte timpanen te zien.

## Beheer van de Crypte
Onder het Nederlands regime bestond er geen koninklijk mausoleum in België. De Nederlandse vorsten werden bijgezet in de Nieuwe Kerk te Delft bij hun voorouders. In Brussel was er geen familiegraf voorzien voor de leden van de nieuwe koninklijke familie. Toen in 1834 kroonprins Lodewijk Filips plots overleed, werd hij noodzakelijk bijgezet in de Brusselse Kathedraal. Om deze reden vroeg koningin Louise Marie aan haar man, na haar overlijden in Laken begraven te worden. Na haar plotselinge overlijden in 1850 werd een wedstrijd uitgeschreven voor de bouw van een nieuwe kerk op bevel van koning Leopold I. Het bekroonde ontwerp was afkomstig van architect Joseph Poelaert. De eerste steen werd gelegd in 1854. De kerk werd in 1872 in gebruik genomen, maar was pas gereed in 1907. Omdat koning Leopold praktiserend protestant was, weigerde hij een katholieke lijkdienst. Er werd besloten in de achtermuur van de crypte een extra ingang te maken, zodat het lichaam van de overleden koning niet door de kerk hoefde. De koning werd bij zijn tweede vrouw begraven. Pas in 1993, bij de restauratie van de Sint-Michiels en Sint-Goedelekathedraal, werd ook kroonprins Lodewijk Filips bijgezet in een zijkapel van de crypte. Nadien werd steeds de grote ingang gebruikt voor lijkdiensten.
Het beheer van de praalgraven valt onder direct bevel van de koning zelf, die eigenhandig de crypte beheert namens de leden van het koninklijk huis. De Belgische staat heeft geen autoriteit in de crypte. Wie in de crypte wordt bijgezet, is geen bevoegdheid van de regering. Alhoewel de tombes voorzien zijn voor twee lichamen, bevat de tombe van Leopold III drie koninklijke lichamen. Zo beval koning Leopold III dat prinses Lilian bijgezet werd in zijn graf. Dit bevel werd uitgevoerd door zijn zoon, koning Albert II. Ook koning Boudewijn verleende prins Nicolaas van Liechtenstein een uitzonderlijke gunst, zijn zoon prins Leopold werd in de crypte bijgezet op koninklijk bevel, alhoewel hij geen lid was van de Belgische koninklijke familie. Er zijn verschillende tombes voorzien voor alle leden van de koninklijke familie en hun echtgenotes. Ook keizerin Charlotte werd na haar dood hier bijgezet, alhoewel ze eigenlijk door haar huwelijk onder de huiswetten van het Habsburgse hof moest bijgezet worden in Wenen.

## Bezoek
De koninklijke crypte is een openbaar domein met vrije toegang. Regelmatig komen leden van de koninklijke familie zelf naar de graven, of laten er bloemen leggen. Ook komen nog regelmatig mensen bloemen leggen bij het graf van koning Boudewijn. De data en openingsuren worden bekendgemaakt door de grootmaarschalk van het Hof, die ook uitzonderlijke toegang kan verlenen op verzoek.
Er is steeds een erewacht aanwezig, die de koninklijke tombes bewaakt.

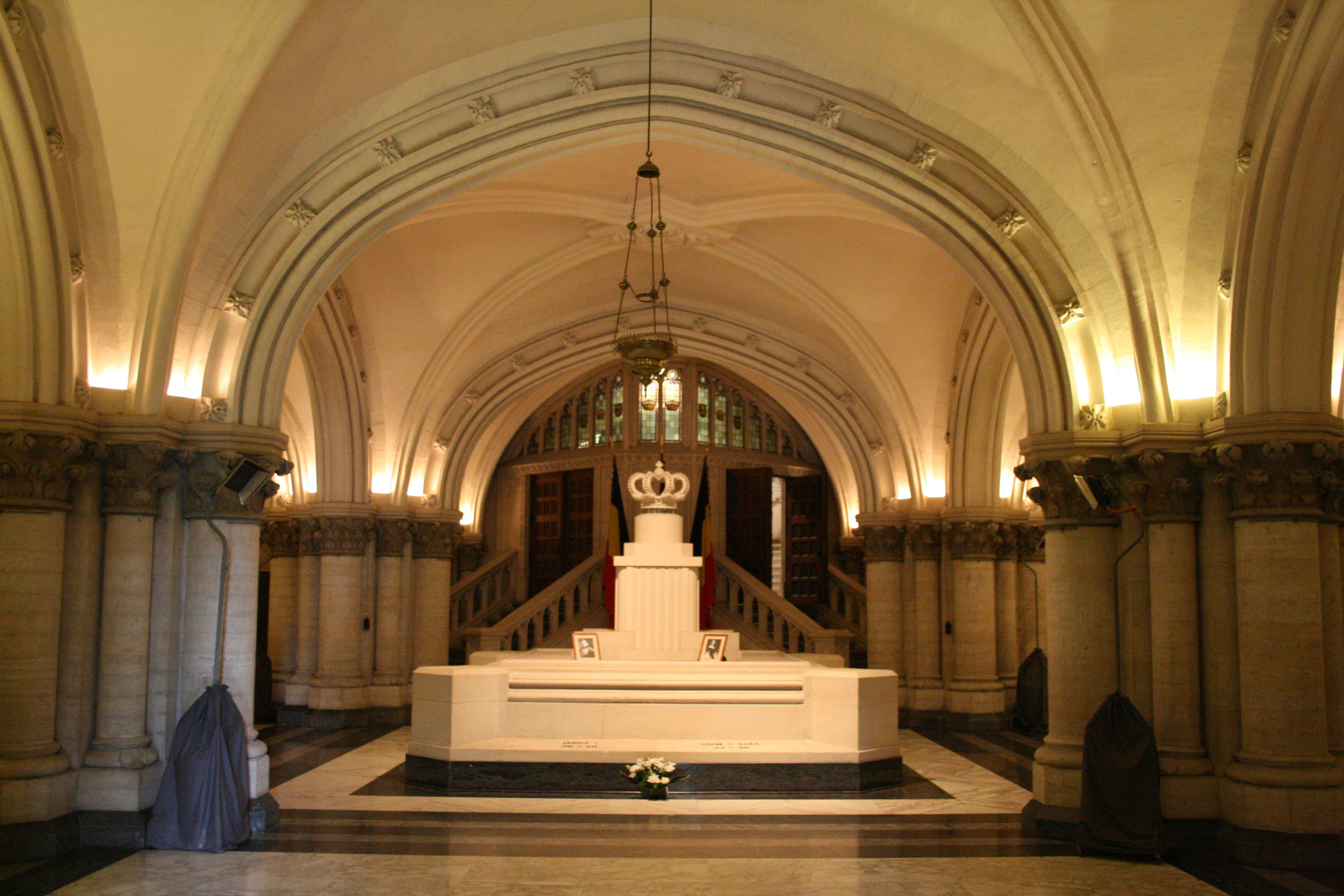
Het centrale praalgraf van koning Leopold I en zijn tweede vrouw koningin Louise Marie
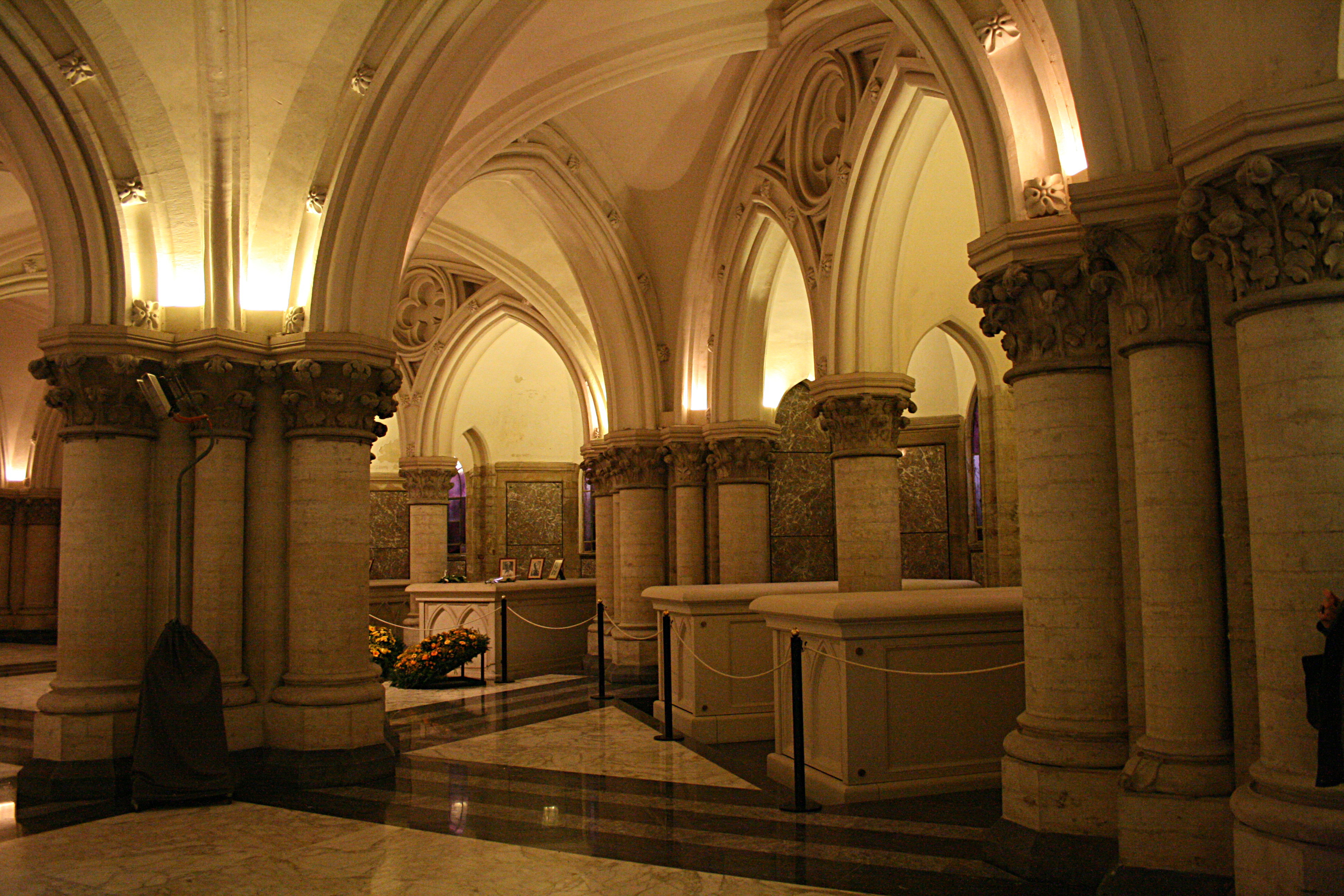
Het praalgraf van koning Leopold III en zijn twee echtgenotes koningin Astrid en prinses Lilian
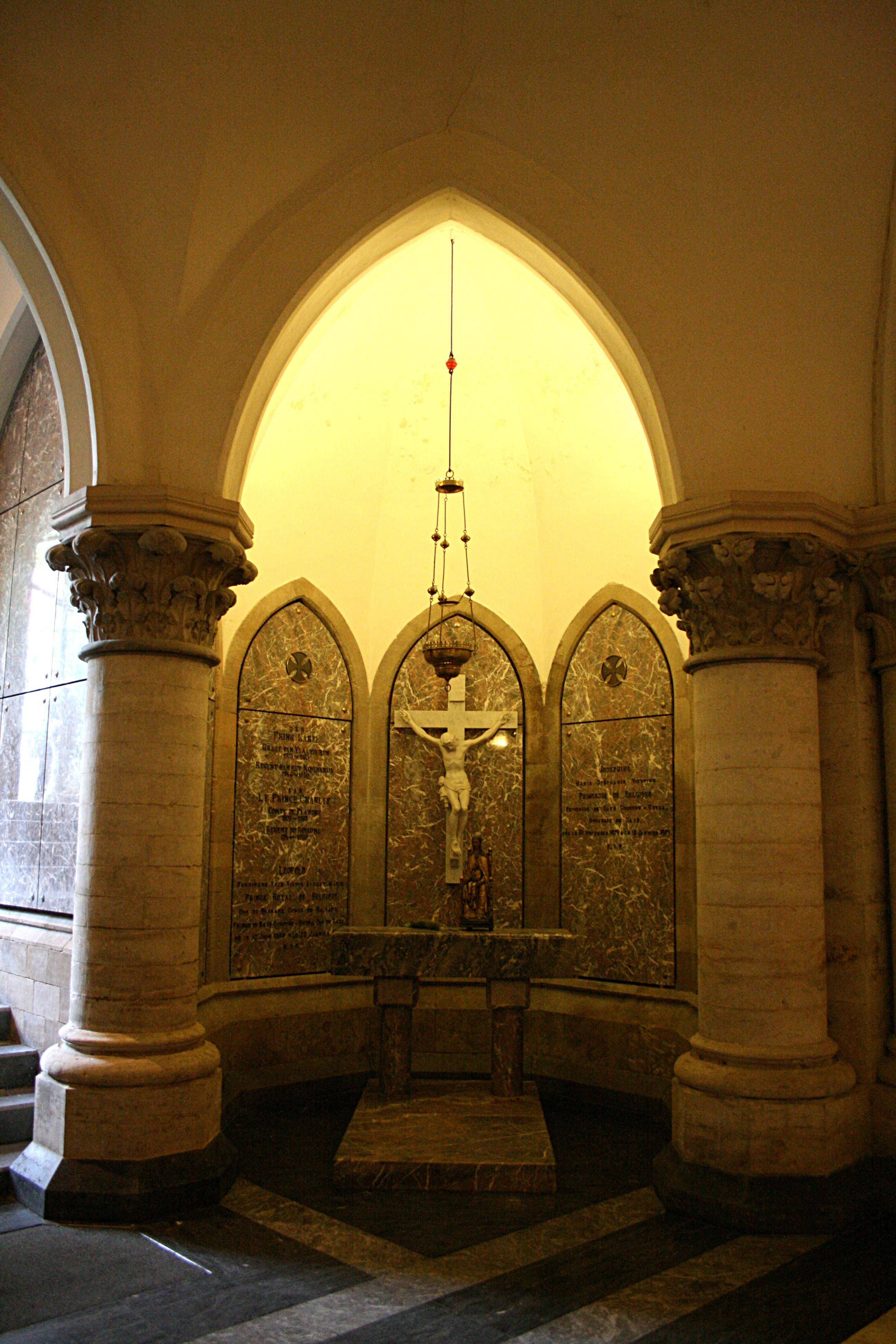
Graven van prins Karel (broer van Leopold III, links) en prinses Josephine (vroeggestorven zuster van Albert I)
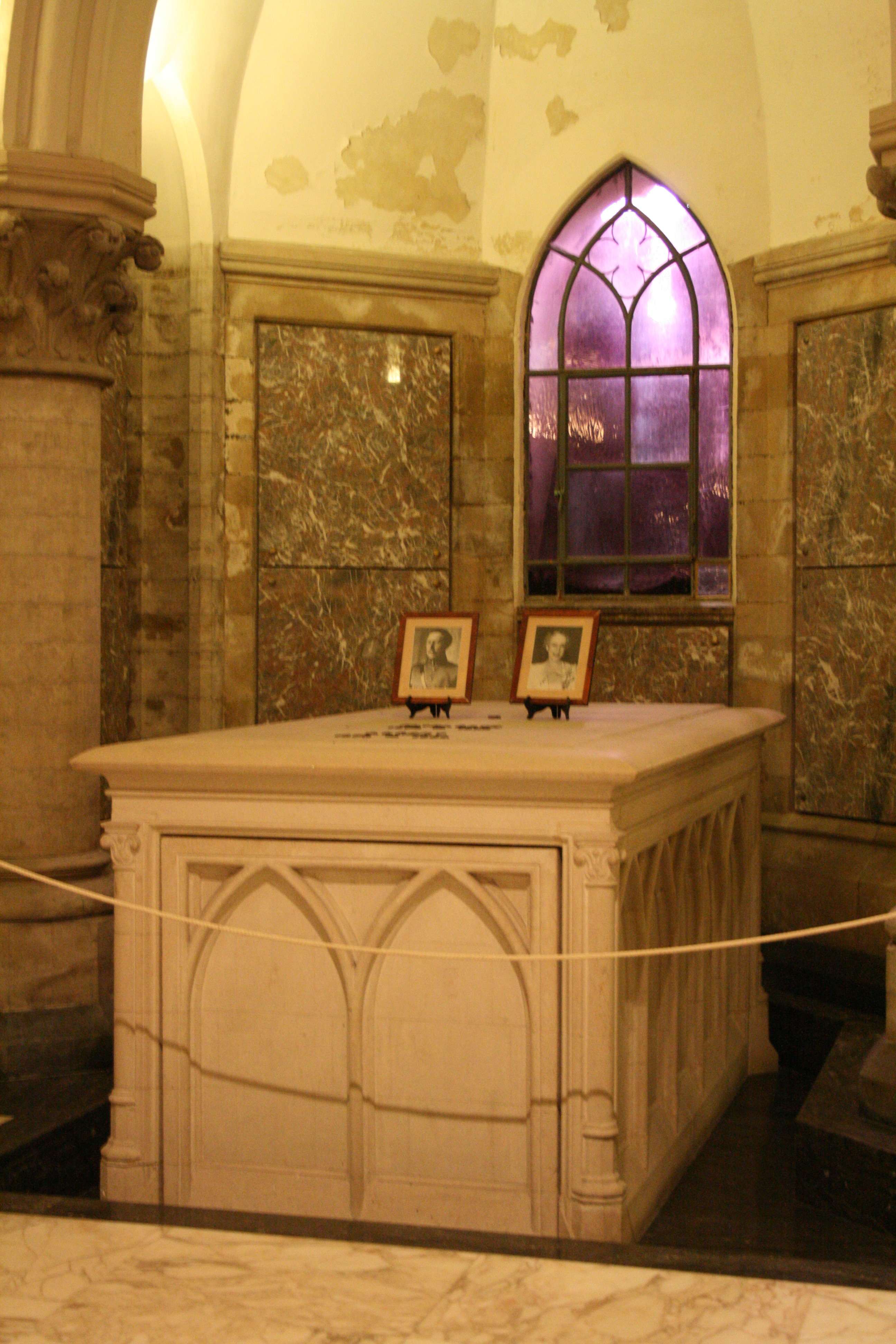
Graf van koning Albert I en koningin Elisabeth

## Bijgezette familieleden
1. Prins Lodewijk Filips (24 juli 1833 – 16 mei 1834) -  (zoon van koning Leopold I)
2. Koningin Louise Marie (3 april 1812 – 11 oktober 1850) -  (tweede vrouw van koning Leopold I)
3. Koning Leopold I (16 december 1790 – 10 december 1865)
4. Prins Leopold, graaf van Henegouwen (12 juni 1859 – 22 januari 1869) -  (zoon van koning Leopold II)
5. Prinses Josephine (30 november 1870 – 18 januari 1871) -  (dochter van prins Filips)
6. Prins Boudewijn (3 juni 1869 – 23 januari 1891) -  (zoon van prins Filips)
7. Koningin Marie Henriëtte (23 augustus 1836 – 19 september 1902) -  (vrouw van koning Leopold II)
8. Prins Filips, graaf van Vlaanderen (24 maart 1837 – 17 november 1905) -  (zoon van koning Leopold I)
9. Koning Leopold II (9 april 1835 – 17 december 1909)
10. Prinses Maria (17 november 1845 – 26 november 1912) -  (vrouw van prins Filips)
11. Keizerin Charlotte (7 juni 1840 – 19 januari 1927) -  (vrouw van keizer Maximiliaan van Mexico, dochter van koning Leopold I)
12. Koning Albert I (8 april 1875 – 17 februari 1934)
13. Koningin Astrid (17 november 1905 – 29 augustus 1935) -  (eerste vrouw van koning Leopold III)
14. Koningin Elisabeth (25 juli 1876 – 23 november 1965) -  (vrouw van koning Albert I)
15. Prins Karel, graaf van Vlaanderen (10 oktober 1903 – 1 juni 1983) -  (zoon van koning Albert I)
16. Koning Leopold III (3 november 1901 – 25 september 1983)
17. Prins Leopold van Liechtenstein (20 mei 1984 – 20 mei 1984) -  (kleinzoon van groothertog Jan van Luxemburg en groothertogin Josephine Charlotte, prinses van België)
18. Koning Boudewijn (7 september 1930 – 31 juli 1993)
19. Prinses Lilian (28 november 1916 – 7 juni 2002) -  (tweede vrouw van koning Leopold III)
20. Prins Alexander (18 juli 1942 - 29 november 2009) -  (zoon van koning Leopold III)
21. Koningin Fabiola (11 juni 1928 - 5 december 2014) -  (vrouw van Koning Boudewijn)

## Leden die elders rusten
1. Louise Marie Amélie, Prinses van België, Prinses van Saksen-Coburg-Gotha
2. Stefanie Clotilde Louise Hermine Marie Charlotte, Prinses van België, Aartshertogin van Oostenrijk, kroonprinses van Oostenrijk-Hongarije, prinses van Lonyay de Nagy-Lonya en Vasaros-Nameny - bijgezet in de Abdij van Pannonhalma
3. Clementine Albertine Marie Leopoldine, Prinses van België, Prinses Napoléon - Bijgezet in de Keizerlijke kapel van Ajaccio
4. Henriëtte Marie Charlotte Antonia, Prinses van België, Hertogin van Vendome - Bijgezet in de Koninklijke kapel van Dreux bij haar overgrootvader Louis-Philippe
5. Josephine Caroline Marie Albertine, Prinses van België, Hertogin van Saksen, Prinses van Saksen-Coburg-Gotha
6. Marie-José Charlotte Sophie Amélie Henriette Gabrielle, Prinses van België, Prinses van Savoye, prinses van Piëmont en Koningin van Italië—Bijgezet in de Abdij van Hautecombe
7. Josephine-Charlotte Ingeborg Elisabeth Marie José Marguerite Astrid, Prinses van België, Hertogin van Nassau, Prinses van Bourbon-Parma en Groothertogin van Luxemburg - Bijgezet in de Groothertogelijk kapel van Luxemburg